# Gustav von der Schulenburg-Priemern
Karl Ernst Gustav von der Schulenburg-Priemern (* 23. Oktober 1814 in Priemern; † 22. Januar 1890 ebenda) war ein deutscher Diplomat.

## Leben

### Herkunft
Gustav war ein Sohn des preußischen Landrats Leopold Wilhelm von der Schulenburg (1772–1838) und dessen Ehefrau Juliane, geborene von Kirchbach (1785–1873). Er hatte noch elf Geschwister, darunter den preußischen Generalleutnant Julius von der Schulenburg (1809–1893).

### Karriere
Schulenburg ging nach Abitur und Studium in den preußischen diplomatischen Dienst und wurde 1849 zum Legationsrat ernannt. 1844 erhielt er den Titel eines preußischen Kammerherrn.
Als außerordentlicher Gesandter und bevollmächtigter Minister war Schulenburg an den Höfen in Kassel und Stuttgart tätig. In dieser Eigenschaft verlieh ihm König Wilhelm I. 1864 den Stern zum Roten Adlerorden II. Klasse mit Eichenlaub.
Er war zudem Herr auf Priemern, Bretsch und Drüsedau.

### Familie
Schulenburg heiratete am 8. September 1853 in Kummerow Marie Freiin von Maltzahn (1833–1912). Aus der Ehe gingen die Söhne Werner (1855–1930) und Richard (1857–1943) sowie die Töchter Anna (1861–1939) und Dorothea (1870–1949) hervor.